# Theridion carinatum
Theridion carinatum là một loài nhện trong họ Theridiidae.
Loài này thuộc chi Theridion. Theridion carinatum được miêu tả năm 2005 bởi Chang-Min Yin, Peng & Zhang.